# Condado de Bedford (Pensilvania)
El condado de Bedford (en inglés: Bedford County) fundado en 1771 es uno de 67 condados en el estado estadounidense de Pensilvania. En el 2010 el condado tenía una población de 49.762 habitantes en una densidad poblacional de 19 personas por km². La sede del condado es Bedford.

## Geografía
Según la Oficina del Censo, el condado tiene un área total de 2634 km² (1017,0 mi²), de la cual 2629 km² (1015,1 mi²) es tierra y 8 km² (3,1 mi²) (0.28%) es agua.

### Condados adyacentes
- Condado de Blair (norte)
- Condado de Huntingdon (noreste)
- Condado de Fulton (este)
- Condado de Allegany, Maryland (suroeste)
- Condado de Somerset (oeste)
- Condado de Cambria (noroeste)

## Demografía
En el censo de 2000, hubo 49,984 personas, 19,768 hogares, y 14,489 familias residiendo en el condado. La densidad poblacional era de 49 personas por milla cuadrada (19/km²). En el 2000 había 23,529 unidades unifamiliares en una densidad de 9 km² (3,5 mi²). La demografía del condado era de 98.54% blancos, 0.36% afroamericanos, 0.11% amerindios, 0.29% asiáticos, 0.01% isleños del Pacífico, 0.16% de otras razas y 0.54% de dos o más razas. 0.53% de la población era de origen hispano o latino de cualquier raza.

## Transporte

### Principales carreteras
- Interestatal 70/Interestatal 76 (PA Turnpike)
- Interestatal 99
- U.S. Route 30
- U.S. Route 220
- Ruta Estatal 26
- Ruta Estatal 36
- Ruta Estatal 56
- Ruta Estatal 96

## Localidades

### Boroughs
Bedford |
Coaldale |
Everett |
Hopewell |
Hyndman |
Manns Choice |
New Paris |
Pleasantville |
Rainsburg |
St. Clairsville |
Saxton |
Schellsburg |
Woodbury 

### Municipios
Bedford |
Bloomfield |
Broad Top |
Colerain |
Cumberland Valley |
East Providence |
East St. Clair |
Harrison |
Hopewell |
Juniata |
Kimmel |
King |
Liberty |
Lincoln |
Londonderry |
Mann |
Monroe |
Napier |
Pavia |
Snake Spring |
South Woodbury |
Southampton |
West Providence |
West St. Clair |
Woodbury 

### Lugares designados por el censo
Defiance |
Earlston |
Stonerstown

### Áreas no incorporadas
Breezewood |
Chaneysville |
Loysburg |
Mount Dallas |
Osterburg |
Riddlesburg |
State Line 